# Melipona quadrifasciata
Melipona quadrifasciata es una abeja del orden Hymenoptera usualmente encontrada en el sur-occidente de Brasil, donde tiene el nombre común de "mandaçaia". En Argentina tiene ocurrencia en la Provincia de Misiones donde se la conoce con el nombre de Mandasaia. Es una abeja eusocial sin aguijón. Es utilizada como polinizadora de invernaderos para reemplazar a la abeja doméstica (Apis mellifera) porque es mucho más eficiente y menos peligrosa. También es usada como productora de miel, adicionalmente, es la mayor productora de miel y polen del género Melipona.

## Taxonomía
Las abejas sin aguijón de la tribu Meliponini constituyen un diverso de grupo de insectos eusociales que se encuentran en las regiones tropicales del mundo. El género Melipona, al igual que el género Apis, tiene la gran habilidad de comunicarse para indicar la ubicación en la que se encuentran los parches de alimentación, poseen una división del trabajo muy específica, cooperación en tareas de construcción dentro de la colmena y hacen colmenas permanentes que se expanden en los nichos por el trabajo de obreras exploradoras y una posterior llegada de una reina joven al nuevo nido. Las convergencias comportamentales entre ambos géneros de Apidae son significativas, no obstante, Apis y Melipona divergieron a partir de un ancestro común hace 100 millones de años aproximadamente en el Cretácico tardío, por lo cual su divergencia filogenética es importante e insoslayable, incluso en el interior del género Melipona. Más allá de los comportamientos similares, estas dos tribus presentan divergencias geno y fenotípicas de gran importancia por la estructuración independiente de sus linajes a través del tiempo.  Aunque no hay suficientes estudios se dice que la manera de comunicarse  del género Melipona varía según la especie, además de sus comportamientos en los nichos, construcción y funcionamiento de las colmenas, estrategias de colonización y obtención de alimentos.

## Morfología externa

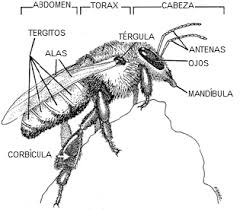
Morfología de Melipona

Estas abejas tienen características pertenecientes a la familia Apidae del orden Hymenoptera. Lo que significa que su cuerpo se divide en tres partes, cabeza, tórax y abdomen. La cabeza tiene antenas tipo filiformes las cuales son extremadamente sensibles y  las ayudan a orientarse. Tienen un aparato bucal masticador y chupador, en que la lengua es utilizada para absorber el néctar. Las mandíbulas sirven para amasar la cera que es producida por las glándulas que se encuentran en el abdomen, además de extraer el polen y néctar de las flores. La cabeza también tiene dos tipos de ojos, los simples, que se sitúan en la parte frontal de la cabeza y las ayuda a leer las ondas lumínicas. Los compuestos son dos y son los que les permiten ver. Estas abejas no detectan el rojo pero sí otros colores, hecho que les permite relacionarse visualmente con el medio, allende de su relación olfativa.
El tórax tiene dos pares de alas, las anteriores son de mayor tamaño que las posteriores, al volar los dos pares se acoplan mediante unos ganchos que tienen en los bordes. También están las patas anteriores, patas medias y patas trasera, las de medio sirven de apoyo y las anteriores son utilizadas para la limpieza de las antenas. En las trasera se encuentran las corbículas que son las canastas en las cuales la abeja recolecta y acumula el polen para transportarlo a la colmena. La visita de varias estructuras florales hace de las Melipona quadrifasciata un vector importante de polen y un agente coevolutivo con especies de angiospermas.

## Ecología
Las abejas meliponas sustentan su experiencia del mundo en una compleja relación sensorial que involucra la detección de feromonas, la receptividad visual y la afectación por estímulos sensoriales diversos. Confinadas a las regiones tropicales y subtropicales del planeta, estos clados han desarrollado estilos de vida disímiles que pueden involucrar el robo de recursos, la necrofagia y la explotación de los recursos florales y vegetales en sus vuelos diarios al capturar resinas, polen, néctar e incluso heces de otros animales. Su diversifiación a partir de la partición del supercontinente Gondwana dividió esta tribu en dos clados mayores: las presentes en el Neotrópico y las presentes en el Paleotrópico. La mayor diversidad de especies (400 registradas) se encuentra en el complejo del Centro y Sur de América. Al haber perdido su aguijón como carácter defensivo las meliponas han desarrollado diferentes estrategias para perseverar y evitar perjuicios frente a las fuerzas físicas y bióticas del ambiente, allende de las modificaciones humanas de los nichos que estas hymenopteras ocupan.  Las meliponas cumplen funciones polinizadoras de vital importancia para los nichos que ocupan al interactuar con las plantas endémicas de cada región.
La ecología química de las meliponas con el ambiente es de gran importancia, ya sea que estas moléculas se encuentren presentes en el ambiente o sean capturadas y/o producidas directamente por las abejas. La ecología química condiciona los comportamientos y relaciones con el ambiente, particularmente: comunicación química intraspecífica entre individuos y sexos, químicos usados para la detección de recursos y defensas químicas puestas en práctica en el interior de las colmenas. Asimismo, comportamientos específicos se derivan de la captación de señales químicas específicas, como la respuesta de obreras a feromonas producidas por las reinas que contribuyen a la división del trabajo dentro del nido, el reconocimiento entre machos, el desconocimiento y ataque a individuos extranjeros a la colmena, entre otros. Las señales químicas son entonces fundamentales para la organización social de la colmena en la asignación de tareas y reconocimiento entre individuos, así como para responder a ataques o amenazas presentes en el ambiente marcando los objetivos con distintos ácidos reconocibles por los receptores de las obreras.  Los roles de la ecología química pueden conducir incluso a la comunicación entre obreras para cooperar en la obtención de mayores o mejores recursos en el exterior de la colmena, ya sea por la creación de señales por el propio individuo o la utilización de metabolitos producidos por las plantas.
Los aromas presentes en flores pueden derivar en un reconocimiento específico de los recursos. Las abejas pueden desarrollar dependencia hacia ciertas especies y transmitir esa selectividad a otras obreras, incluso de manera intergeneracional. La captación de néctar es a su vez indispensable para asegurar los recursos calóricos de la colmena, preferiencias de néctares con mayor contenido de carbohidratos son privilegiados por las meliponas infligiendo en las plantas hospederas presiones bióticas. La miel de meliponas, típicamente más ácida y menos viscosa que la miel de Apis, es también el resultado de la secreción de enzimas por las glándulas salivares de las obreras. El polen contribuye a los stocks proteicos de la colmena y es sustancial para el desempeño metabólico de las abejas. La síntesis de estas proteínas puede producirse mediante la asociación con microorganismos tales como bacterias capaces de degradar los aminoácidos.
Las meliponas interactúan de igual manera con otros elementos bióticos y abióticos como el barro, la salvia, resinas, excrementos, ceras o todos estos reunidos en colmenas extranjeras que son asaltadas por especies parásitas.

## Identificación y diferenciación
Se reconoce esta especie por sus alas translúcidas, su cuerpo negro redondeado, siempre tienen rayas amarillas en el tercer al sexto tergito abdominal. Debido a que es una especie eusocial esta tiene tres tipos de morfologías, reinas, obreras y machos zánganos. Su morfología puede variar en relación con la altura del nicho que estas ocupan y demás fuerzas físicas del ambiente, el carácter que más se ve alterado son las alas difiriendo en tamaño y venación.

### Reinas
Usualmente en las abejas mieleras la reina y las obreras se definen desde el estadio larval, cuando las escogidas para ser reinas son alimentadas mucho más que las que van a ser obreras. Sin embargo, en meliponas esto no sucede de esta manera, los cambios en el acervo genético determina las diferencias entre la reina, las obreras y los machos Con solo una diferencia de 5 genes que afectan de verdad el fenotipo de estas abejas, se encuentran relacionados con la biosíntesis de proteína y a la síntesis de ácidos grasos. Esto se puede deber a la alta magnitud de grasa presente en las abejas reinas.
Fenotípicamente las reinas suelen ser más grandes que las obreras debido al desarrollo de ovarios y un abdomen protuberante. Además poseen una coloración café en el tórax y el abdomen. Igualmente su ontogenia es más si se compara con las obreras.

### Obreras
En las obreras se expresan diferentes genes que en las reinas, un gen importante que se encuentra en estas abejas es el gen "grouche", este codifica a un correpresor de largo alcance que silencia la transcripción de promotores vinculados en un modo relativamente indiscriminado. El gen que codifica diaglicerol quinasa, es importante debido a que muestra una relación entre la regulación y señalización del comportamiento y caracteres de casta fisiológicos en las abejas adultas.

## Distribución e importancia
Estas abejas son propias del Neotrópico y tienen un gran rango de distribución en Brasil. Se pueden encontrar comúnmente desde el noreste hasta el sudeste de este país. Y en el noreste de Argentina, en la provincia de Misiones. Son importantes polinizadores de varios cultivos del país como calabaza, pitaya, café, guayaba, tomate, açaí, entre otras frutas endémicas de la región. Además, son abejas usadas frecuentemente en la meliponicultura, y su producción de miel y demás derivados tiene un valor considerable en el mercado.

## Subespecies

#### Melipona quadrifasciata anthidioide

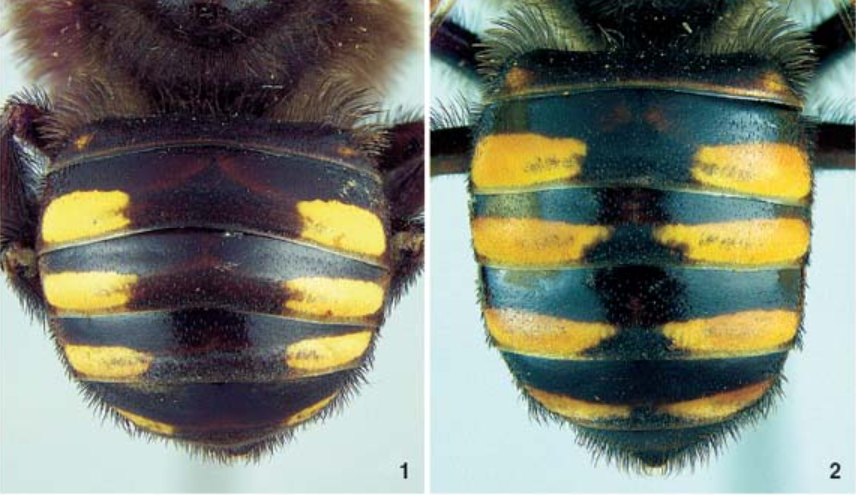
1) Melipona quadrifasciata anthidioide 2) Melipona quadrifasciata quadrifasciata

Una de las diferencias más grandes es que las líneas amarillas que se observan en el segundo y quinto terguito abdominal son discontinuas en las abejas obreras. Esta subespecie vive en ambientes tropicales y se distribuye en la costa este de Brasil, encontrándose usualmente en la parte noroeste de Sao Paulo hasta en norte de Diamantina.

#### Melipona quadrifasciata quadrifasciata
Las líneas amarillas que se observan en el segundo y quinto terguito abdominal son continuas en las abejas obreras. Esta abeja está adaptada a climas fríos, se distribuye en el sur de Brasil - se suele encontrar en regiones más frías de Sao Paulo - y en el noreste de Argentina en la Provincia de Misiones.

## Ciclo de colonia

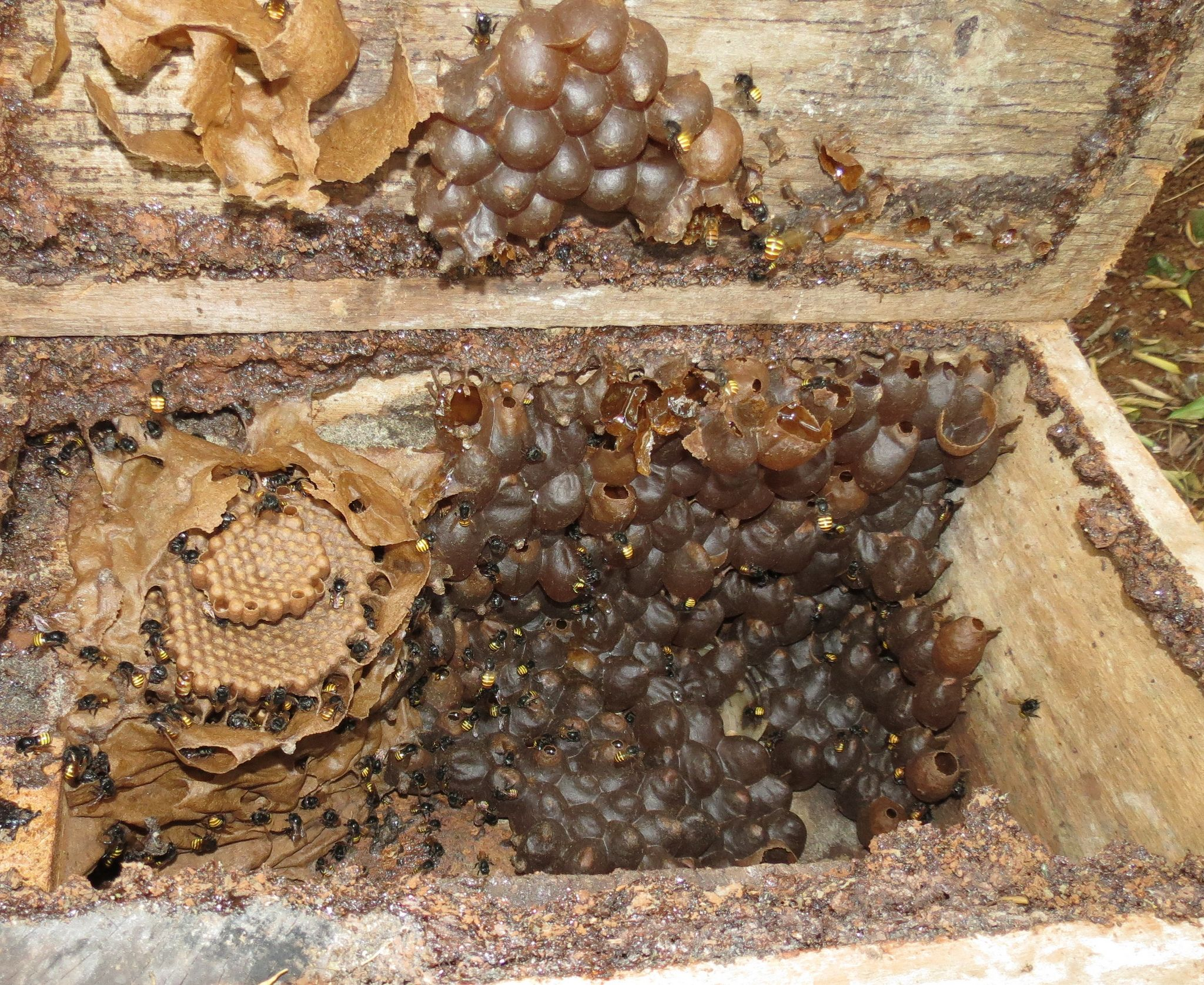
Colmena

M.quadrifasciata es reconocida por ser una abeja altamente eusocial, y tener colonias perennes, lo que significa que contienen sólo una abeja reina. Sin embargo, se han encontrado ciertas colonias en las que hay más de tres reinas, esto ocurre cuando la reina muere y sus hijas toman el rol, lo cual es poco frecuente. Además hay una constante producción de abejas reina, pero la mayoría no llega a poner huevos pues son sacrificadas antes de que esto ocurra. Cuando la colonia llega a cierto tamaño y un nuevo lugar para poner nido es encontrado por una abeja exploradora, algunas obreras empiezan a transportar materiales de construcción desde la vieja colonia hasta el nuevo lugar. Al transcurrir el tiempo, más abejas se trasladan al nuevo nido hasta la posterior llegada de una reina: la producción de huevos empieza en este lugar. Cuando esto sucede una nueva colonia se establece, y poco a poco los intercambios entre la antigua y la nueva colonia se interrumpen.

## Reproducción
La mayoría de las abejas sin aguijón siguen una estrategia de aprovisionamiento masivo en el cuidado de sus crías. M. quadrifasciata, construye unas celdas de cría, construidas con una mezcla de cera y resina, en ellas se encuentran las larvas, al igual que comida regurgitada para estas. Las abejas que cuidan de estas larvas, a veces ponen huevos tróficos. Algunos huevos son ingeridos por la reina o por las obreras, después la reina coloca un huevo reproductivo encima de la masa de comida líquida y la celda es sellada. Los huevos de los que usualmente salen las obreras y los machos se encuentran en celdas del mismo tamaño con la misma cantidad de comida. Mientras, que los huevos que van a ser reinas se les construye una segunda celda cerca de la primera y esto permite que tengan más comida cuando están en estadio larval. La celda de reina es más espaciosa y se denomina celda real.
La reina siempre tiene un heterocigoto doble, lo que se interpreta que las hembras con doble heterocigoto pueden volverse reinas, en el 25% de las abejas esto ocurre, lo que explica por qué M. quadrifasciata, es una de las especies que más producen reinas.

### Apareamiento
En estas abejas, un solo macho insemina a una abeja reina, en cualquiera de las dos subespecies reconocidas. Las abejas se aparean sólo una vez y el macho pierde sus genitales en el acto, dejando sus genitales en el tracto genital de la hembra. Para poder sacar los genitales del macho de su propio tracto, la abeja reina necesita de un gasto energético considerable y, además, ayuda de un sustrato que generalmente es el panal ceroso. Este comportamiento de reproducción, si solo un macho insemina a una hembra, facilita la evolución social en las abejas.

### Fase de provisión y ovoposición de las obreras
Esta fase se define como el momento en que las obreras hacen la primera descarga de comida larval hasta que la reina hace la primera ovoposición. En ese momento, las obreras comienzan a depositar comida para las larvas en cada celda y, ocasionalmente, ponen huevos en estas. Mientras ellas hacen esto, la abeja reina se encarga de hacer una inspección ocasional, además de perpetrar ovofagia y toma de alimento larval.

### Oviposición y operculación
Las reinas inspeccionan las celdas construidas por  las obreras y después de esto insertan su apéndice del metasoma en estas, contraen el metasoma pero ni sus alas ni sus apéndices tienen movimientos especiales. La ovoposición de estas abejas se caracteriza por ser larga y esta duración se debe a factores comportamentales. Por otra parte, la operculación de las celdas se hace después de la deposición de los huevos, donde una trabajadora cierra el orificio de las celdas.

### Reinas vírgenes y nuevas reinas
Estas abejas son usualmente más pequeñas que las obreras, aparecen durante todo el año y generalmente son sacrificadas por las obreras por su inutilidad. Cuando las reinas emergen, no son atractivas para las demás, es decir no liberan respuestas específicas en las obreras. Por esta razón, pueden moverse fácilmente a través de la colonia, demandando comida de las obreras, haciendo contacto con sus antenas y ayudándose de sus patas frontales. En esta etapa empieza la producción de feromonas. Cuando llega al pico de atracción para las demás abejas, estas exponen su abdomen hinchado rodeando las obreras, después de esto pueden ser aceptadas como reina o sacrificadas por las obreras. Si una nueva reina es aceptada esta ayuda a eliminar las otras reinas vírgenes de las colmenas.

## Ciclo de vida y desarrollo
En el mismo nido puede haber dos o más abejas reina poniendo huevos, esto se debe a que hay una constante producción de abejas reina, solo que la mayoría de ellas no alcanzan a producir huevos, pues son asesinadas por las trabajadoras antes de que esto suceda. Las abejas salen de la celda cuando están completamente desarrolladas, la celda se derrumba, y se usa ese material para construir celdas nuevas.  Los huevos fertilizados de la reina se convierten en obreras y abejas reina. Hay otro tipo de abejas, los machos, llamados zánganos, que nacen de los huevos no fertilizados de la reina o de los huevos que ponen las abejas obreras, los machos se desarrollan más rápido que las hembras y estos rompen los huevos que contienen hembras y se alimentan de la comida que se encuentra en la celda. Entre 10 a 15 días después los drones salen de la colonia para siempre.

## Interacción con humanos

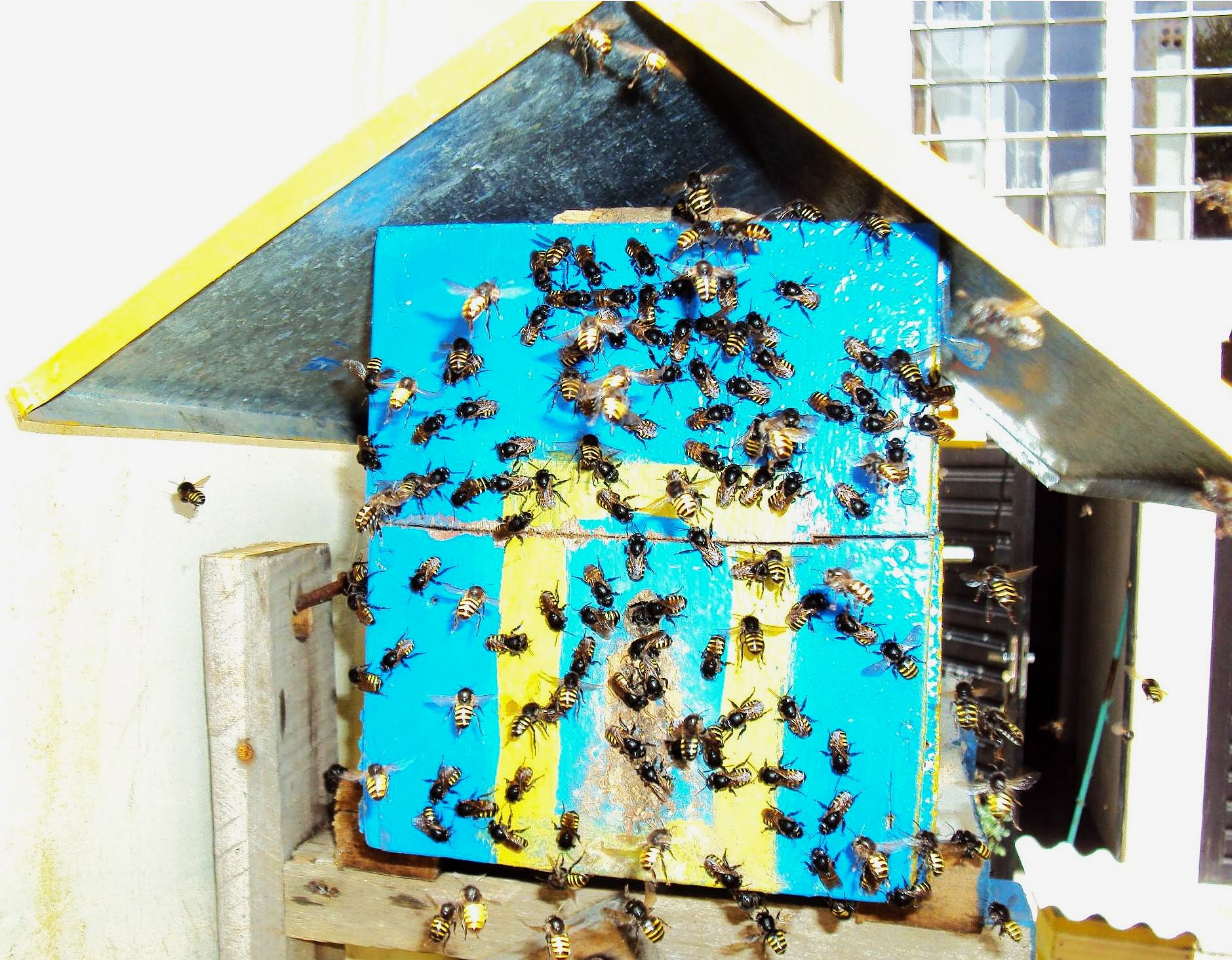
Enjambre de abejas mandaçaia en una colmena artificial instalada en el patio de una residencia en Saltinho, Mafra.

### Meliponicultura
La meliponicultura estaba presente antes de la llegada de los europeos al Nuevo Mundo. Esta práctica se desarrolló principalmente en América Central y Suramérica. En el período precolombino, los indígenas obtenían miel y cera a partir de este género de abejas utilizando las colonias salvajes, a este clado de melíferas se les atribuyó incluso propiedades teológicas y fueron objeto de culto. Los primeros reportes escritos sobre estas especies corresponden a las crónicas de Historia natural realizadas por conquistadores hispanos y germanos en el Nuevo Mundo a partir del siglo XVI, en su esfuerzo por crear compendios de todos los objetos y seres del mundo. Hoy en día la meliponicultura se encuentra mayormente en países de América Central y Sudamérica. Por la distribución de Melipona quadrifascita, Brasil es el principal país en el que son cultivadas para la producción de miel y sus derivados. Una de las ventajas de utilizar a M. quadrifasciata para la meliponicultura es que debido a la ausencia de aguijón no hay necesidad de protección y no hay peligro para los trabajadores. La actividad y transformación humana de los paisajes, que incluye la destrucción de hábitats y consecuente agravamiento de la competencia por recursos más el uso de pesticidas han sido causantes de una reducción preocupante de las poblaciones de estas abejas.

### Agroquímicos
El problema de los agroquímicos es que en el momento de forrajeo de las abejas, estas pueden llevar polen y néctar de plantas contaminadas hacia la colonia, lo cual puede ser letal porque tienen químicos que pueden tener efectos subletales en las abejas, afectando el desarrollo, la reproducción y la colonia en sí. Un estudio descubrió que el glifosato, que es un herbicida ampliamente usado en Brasil, es aún más tóxico para las abejas Melipona quadrifasciata que insecticidas comunes como el imidacloprid.